# Hymenaster rhodopeplus
Hymenaster rhodopeplus är en sjöstjärneart som beskrevs av Fisher 1916. Hymenaster rhodopeplus ingår i släktet Hymenaster och familjen knubbsjöstjärnor. Inga underarter finns listade i Catalogue of Life.